# Barycnemis terminator
Barycnemis terminator là một loài tò vò trong họ Ichneumonidae.